# 윤일상
윤일상(1974년 2월 21일 ~ )은 대한민국의 작곡가 겸 프로듀서이다. 경희대학교 포스트 모던(Post Modern) 음악학과를 졸업했다.

## 약력
- 1992년 : 박준희의 Oh, Boy와 KukKuk으로 데뷔.
- 1993년 : Mr.2의 난 단지 나일뿐이 공중파 가요 순위프로그램에서 1위를 차지하여 인기를 얻기 시작함.
- 1995년 : DJ DOC 3집 프로듀스. 첫 밀리언 셀러 기록.
- 1996년 : 영턱스클럽 1집 정으로 국내에서 첫 트롯댄스를 선보임, SBS 최고 작곡가상 수상.
- 1997년 : SBS 최고 작곡가상 재차 수상, '한 작곡가의 음악이 너무 많이 방송에 나온다는 이유'로 국내 유수의 두 방송사가 윤일상 음악을 금지시키는 움직임을 보이기도 했을 정도로 여파가 대단하였다.[1]
- 1998년 : 유승준 2집 프로듀싱, NTN Entertainment 창립.
- 1999년 : 박지윤 3집 프로듀싱.
- 2002년 : 독집 앨범 Soulist 발표.
- 2000년 : '최근 10년 넘버원 최다 히트 작곡가'로 선정.
- 2003년 : 내가 네트워크 창립, 천국의 계단의 삽입곡인 보고싶다(김범수), 불새의 삽입곡인 인연(이승철)이 크게 히트.
- 2006년 : TJ미디어가 조사한 역대 노래방 수록곡 순위에서 159곡으로 작곡가별 1위를 기록, 드라마 천국의 나무, 발칙한 여자들 음악 감독.
- 2007년 : 본격적으로 브라운아이드걸스를 프로듀싱하기 시작.
- 2008년 : 조PD와 프로젝트 그룹 PDIS를 결성, Hold the line을 발표, 드라마 내 생에 마지막 스캔들 음악 감독.
- 2008년 : '애인 있어요' 노래방 순위 1위
- 2009년 : 이은미 '소리위를 걷다' 프로듀싱. '애인 있어요' 2년 연속 노래방 순위 1위  [인터넷 반주기 및 필통(feelTONG) 반주기 이용 실적조사]
- 2010년 : 이은미 '소리위를 걷다2' 프로듀싱, 요아리 '저기요' 프로듀싱 - 국내 최초 iPhone 연주밴드 결성 및 공연, 뮤지컬 '서편제' 전곡 작편곡
- 2015년 : 조pd의 레이블인 스타덤 엔터테인먼트와 전속계약 체결.[2]

## 주요 작품
- 유재석 : 삼바의 매력
- 엄정화 : 3자대면, 리모콘과 매니큐어, 괜찮아요
- 김건모 : 뻐꾸기 둥지 위로 날아간 새, 버담소리, 울어버려, 사랑이 떠나가네
- 김범수 : 보고싶다, 하루, 니가 날 떠나, 나타나, 끝사랑
- 김연자 : 아모르 파티
- 김조한 : 사랑에 빠지고 싶다
- 김현정 : 자유선언, U-Turn
- DJ DOC : 미녀와 야수(OK?OK!), 겨울이야기, Remember
- 구피 : 많이 많이, 비련
- 박지윤 : 아무것도 몰라요, Steal away, 가버려
- 신승훈 : 어떡하죠
- 하모하모 (천명훈, 이성진) : 팡팡, 빠삐용, True Love
- 유승준 : 사랑해 누나, 내가 기다린 사랑 부탁해 용서 Stut up If
- 영턱스클럽 : 정, 타인,질투
- 신화 : Change, Welcome
- 윤도현밴드 : 잊을께
- 이문세 : 알 수 없는 인생
- 이승철 : 오늘도 난, 인연
- 이은미 : 애인…있어요, 헤어지는 중입니다, 결혼 안하길 잘했지, 녹턴, 죄인
- 이정현 : 줄래, 미쳐, 달아 달아 Summer Dance
- 이윤정 : Seduce
- 젝스키스 : 연정, 배신감
- 조pd : 랄라랜드
- 문차일드 : 태양은 가득히
- 쿨 : 해변의 여인, 애상, 운명, 진실, 해석남녀, Jumpo Mambo, 결혼을 할 거라면, 사랑을 윈해 보고보고 한 여름 밤의 고백
- 터보 : Love is, Cyber lover, X, 애인이 생겼어요, 회상, 기도, 첫사랑
- As One : 너만은 모르길
- Brown Eyed Girls: Oasis"", Hold The Line, "못가"
- JK 김동욱 : "오늘 그댈 사랑합니다."
- PDIS : "사랑한다 (Feat. 주현미)", "끌려 (Feat. 메이다니)"
- Sharp: 그래도 될까
- T (윤미래) : Unforgettable, Tuesday
- UN : 파도
- 서지원 : 이별만은 아름답도록, 마이더스의 손, 갈등, 첫눈이 오는 날
- 하하 : 키작은 꼬마이야기
- 하리수 : Love Hurt
- 주현미, 김수찬 : 사랑만 해도 모자라

## 가족 관계
- 배우자 : 박지현 (1981년 ~ )
  - 아들 : 윤선율 (2013년 12월 18일 ~ )
  - 딸 : 윤시율 (2013년 12월 18일 ~ )